# Garella nilotica
Garella nilotica is een nachtvlinder uit de familie van de visstaartjes (Nolidae). 
De wetenschappelijke naam van de soort is voor het eerst geldig gepubliceerd door Rogenhover in 1882.
De soort komt voor in Europa.